# E₈ (математика)

Граф полиэдра

{\displaystyle E_{8}} — наибольшая особая простая группа Ли. {\displaystyle E_{8}} была открыта Вильгельмом Киллингом в 1888—1890 годах, а современное её обозначение пришло из классификации простых алгебр Ли, которую ввели Эли Картан и Вильгельм Киллинг.
Классификация выделяет четыре бесконечных семейства простых алгебр Ли, обозначаемых {\displaystyle A_{n}}, {\displaystyle B_{n}}, {\displaystyle C_{n}}, {\displaystyle D_{n}}, и пять особых случаев, обозначаемых E6, E7, E8, F4 и G2.

## Описание
{\displaystyle E_{8}} имеет ранг 8 и размерность 248 (как многообразие). Векторы системы корней определены в восьми измерениях.

## Схема Дынкина
Схема Дынкина для E8 имеет вид
Эта схема вкратце описывает строение системы корней. Каждый узел схемы представляет собой простой корень. Линия, соединяющая два простых корня, означает, что они находятся под углом 120° друг к другу. Два простых корня, не соединённые линией, ортогональны.

## Матрица Картана
Матрица Картана системы корней порядка r — это матрица {\displaystyle r\times r}, элементы которой определяются простыми корнями следующим образом:
{\displaystyle A_{ij}=2{\frac {(\alpha _{i},\alpha _{j})}{(\alpha _{i},\alpha _{i})}}}
где {\displaystyle (\cdot ,\cdot )} — евклидово скалярное произведение, а {\displaystyle \alpha _{i}} — простые корни. Элементы матрицы не зависят от выбора простых корней (с точностью до порядка).
Матрица Картана для E8 имеет вид
{\displaystyle \left[{\begin{smallmatrix}2&-1&0&0&0&0&0&0\\-1&2&-1&0&0&0&0&0\\0&-1&2&-1&0&0&0&-1\\0&0&-1&2&-1&0&0&0\\0&0&0&-1&2&-1&0&0\\0&0&0&0&-1&2&-1&0\\0&0&0&0&0&-1&2&0\\0&0&-1&0&0&0&0&2\end{smallmatrix}}\right]}
Определитель этой матрицы равен 1.